# Жигулін Микола Федорович
Микола Федорович Жигулін (* 22 травня 1954, м. Кривий Ріг, Дніпропетровська область — † 20 серпня 2009, м. Кривий Ріг) — радянський, український статистик та історик футболу.

## Біографія
Ця скромна робоча людина весь свій вільний час віддавала своїй одній-єдиній пристрасті, яка заволоділа ним ще в дитинстві — футбольній історії та статистиці. Його маленька квартирка, де він в останні роки жив, була буквально захаращена футбольною літературою, старими спортивними газетами і журналами, папками з вирізками публікацій Миколи Федоровича в самих авторитетних виданнях України і колишнього СРСР, а також рукописами невиданих книг цієї унікальної людини, загальними зошитами з таблицями, що зберігають найрізноманітнішу футбольну інформацію. І треба сказати, що майже всі ці матеріали просто унікальні, а деякі з них просто безцінні, а стосуються не тільки українського, а й радянського в цілому, європейського і світового футболу.
У 1980 році Микола Жигулін заснував символічний «Клуб Льва Яшина» — клуб воротарів, що відстояли у воротах «на нуль» сто і більше ігор в офіційних матчах вищого рівня (чемпіонат СРСР, Кубок СРСР, євро кубки і матчі за національну збірну). Також, за радянських часів він започаткує Клуб воротарів республіки виключно для воротарів з України тих часів. Йому ж належить і пріоритет в створенні списків 100 найкращих бомбардирів українського футболу, його «гвардійців» (тих, хто зіграв найбільше число матчів у чемпіонатах СРСР), списки найкращих пенальтистів і багато іншого. У 1995 році Микола Федорович у співавторстві з Василем Гнатюком випустив довідник «Футбольні клуби України в європейських кубкових турнірах 1965 — 1992 рр.», де вперше була представлена вичерпна інформація про виступи наших клубів у єврокубках. Були в нього й інші солідні публікації в тому ж всесоюзному тижневику «Футбол-Хоккей», не кажучи вже про праці в українських спортивних газетах і журналах. Окрім унікальних здібностей «відкопувати», здавалося навіки втрачену інформацію, для чого він багато років всі свої відпустки проводив у запорошених архівах, або списувався, а то і зустрічався з тими, хто міг би пролити світло на минуле, крім прекрасних математичних здібностей, що дозволяють знаходити дивовижну логічність своїх оригінальних напрацювань, Микола Федорович володів і своєрідним журналістським стилем, що відкривало шлях його статтям в найавторитетніші спортивні видання. Він був справжнім романтиком футбольної історії і істинним безсрібником. Живучи буквально впроголодь, він всі свої скромні заробітки витрачав на творчі поїздки, на телефонні дзвінки, на листування та пересилання інформації.